# Zlatan Arnautović
Zlatan Arnautović (serbisch-kyrillisch Златан Арнаутовић, * 2. September 1956 in Prijedor) ist ein ehemaliger jugoslawischer Handballspieler. Er gilt als einer der besten jugoslawischen Torhüter aller Zeiten und wurde von Torwartlegende Abas Arslanagić ausgebildet. Arnautović selbst gilt als Entdecker und Mentor von Danijel Šarić.

## Karriere
Der 1,94 m große und zu seiner aktiven Zeit 93 kg schwere Torwart begann seine Laufbahn beim RK Borac Banja Luka, mit dem er 1979 den jugoslawischen Pokal gewann und 1981 jugoslawischer Meister wurde. 1986 wechselte er zum FC Barcelona, mit dem er in seiner einzigen Spielzeit nur die Katalanische Liga gewann. Nach einer Station bei Lagisa Naranco kehrte er 1989 zu Borac zurück und gewann den IHF-Pokal 1990/91.
In der Jugoslawischen Nationalmannschaft debütierte Zlatan Arnautović 1978 in Dortmund gegen Deutschland. Bei den Olympischen Spielen 1980 in Moskau belegte er den sechsten Platz. Vier Jahre später wurde er bei den Olympischen Spielen in Los Angeles Olympiasieger. Bei der Weltmeisterschaft 1986 gewann er den Titel. Insgesamt bestritt Arnautović 157 Länderspiele, in denen ihm auch genau ein Treffer gelang.
Zlatan Arnautović arbeitete ab 2006 als Torwarttrainer der tunesischen Nationalmannschaft unter Sead Hasanefendić. Ab 2007 war er Torwart- und Assistenztrainer beim serbischen Verein RK Roter Stern Belgrad, bis er den Verein im Juni 2011 nach einem tätlichen Angriff des Klubmanagers Nenad Peruničić verließ.